# Jan Sanders (tekenaar)
Jan Sanders (Kwadijk, 12 juli 1919 – 21 december 2000) was een Nederlands tekenaar en illustrator. Hij is vooral bekend geworden door zijn serie prenten over zeelieden.
Sanders werd geboren in een arbeidersgezin. Hij volgde de MULO en had daarna verschillende baantjes, tot zijn tekentalent werd ontdekt door een tekenleraar aan de HBS waar Sanders' moeder werkster was. Sanders haalde hierop zijn MO-akte tekenen, en werd tekenleraar. Daarnaast was hij werkzaam als illustrator. Hij werd bekend door zijn werk voor de verffabriek Sigma Coatings die hem vroeg haar kalender te illustreren. Op verzoek van Sigma Coatings beeldde Sanders op elke kalenderplaat een matroos af met een potje verf van Sigma. Ook voor de NDSM (Nederlandsche Dok en Scheepsbouw Maatschappij) werden opdrachten uitgevoerd. De NDSM directeur Scherpenhuijsen ging met zijn secretaresse bij Sanders thuis op bezoek en zo ontstonden de ideeën. Scherpenhuijsen is ook op een van de platen afgebeeld. Op de platen is, soms na goed zoeken, een verwijzing naar de NDSM te vinden b.v. in een vlag. Vanaf 1978 werden de kalenderplaten ook in boekvorm uitgegeven. In 1985 kreeg Sanders de Ton Smits-penning uitgereikt. Hij overleed op 81-jarige leeftijd.
Naast zijn werk als illustrator was Sanders regisseur van amateurtoneel.